# Айт Бен Хаду
Айт Бен Хаду (на берберски: ⴰⵢⵜ ⴱⴻⵏⵃⴰⴷⴷⵓ; на арабски: آيت بن حدّو) е ксар (укрепено селище) близо до бившия керванен път между Сахара и Маракеш, днес в границите на Мароко. Намира се на около 30 km северозападно от Уарзазат. Айт Бен-Хаду е разположен на левия бряг на река Уарзазат, на склона на хълм.
Повечето граждани, привлечени от туристическата търговия, живеят в по-модерни жилища в село от другата страна на реката, въпреки че в древното село все още живеят четири семейства. Зад стените на ксара се намират няколко търговски къщи. Айт Бен Хаду е чудесен пример за мароканската ранна глинена архитектура. Всички сгради са построени от червено-кафява глина. Ксарът е включен като обект на световното културно и природно наследство на ЮНЕСКО през 1987 г. Мястото се използва за снимки на множество филми.
За ксара се предполага, че възниква около 11 век за охрана на керванния път. След залеза на Транссахарската търговия ксарът започва да упада, а населението му постепенно се преселва в новото село от другата страна на реката. Към 1990-те години Айт Бен-Хаду е в лошо състояние, но през последните години се реставрира.